# Füssenich
Füssenich is een plaats in de Duitse gemeente Zülpich, deelstaat Noordrijn-Westfalen, en telt 826 inwoners (2006).